# Memphis, Tennessee
Memphis là thành phố nằm ở góc phía tây nam tiểu bang Tennessee, Hoa Kỳ và là thủ phủ của quận Shelby. Memphis nằm trên con sông Mississippi phía nam cửa sông Wolf. 
Memphis có dân số khoảng 670.100 người, là thành phố lớn nhất Tennessee, lớn thứ 3 ở miền Đông Nam Hoa Kỳ và thứ 19 trên toàn nước Mỹ.
Vùng Đại đô thị Memphis, bao gồm các quận hạt xung quanh thuộc Mississippi và Arkansas, có dân số khoảng 1.280.533 người. Vùng đô thị Memphis là đại đô thị lớn thứ hai ở Tennessee, chỉ sau đại đô thị Nashville.
Memphis cũng là thành phố trẻ nhất trong bốn thành phố lớn của Tennessee (ba thành phố khác là Knoxville, Chattanooga, và Nashville).
Thành phố có sân bay quốc tế Memphis.
Memphis là thành phố đông dân thứ năm ở Đông Nam, đông dân thứ 28 của Hoa Kỳ, cũng như là thành phố lớn nhất giáp sông Mississippi và lớn thứ ba khu vực thống kê đô thị sau Đại đô thị St. Louis và thành phố kết nghĩa trên sông Mississippi. Vùng vực đô thị Memphis bao gồm Tây Tennessee và Vùng Trung Nam, bao gồm các phần của Arkansas, Mississippi lân cận và Missouri Bootheel. Là một trong những thành phố có ý nghĩa văn hóa và lịch sử hơn của Miền Nam Hoa Kỳ, Memphis có nhiều cảnh quan đa dạng và các khu dân cư khác biệt.
Nhà thám hiểm châu Âu đầu tiên đến thăm khu vực Memphis ngày nay là conquistador Hernando de Soto người Tây Ban Nha vào năm 1541. Những vách đá Chickasaw cao bảo vệ vị trí khỏi vùng nước từ sông Mississippi đã bị người định cư châu Âu chiếm đoạt khi Memphis phát triển. Đến năm 1819, khi Memphis hiện đại được thành lập, nó là một phần lãnh thổ của Hoa Kỳ. John Overton, James Winchester và Andrew Jackson đã thành lập thành phố. Dựa vào sự trù phú của các đồn điền bông và giao thông đường sông dọc sông Mississippi, Memphis đã phát triển thành một trong những thành phố lớn nhất của Antebellum South. Sau khi cuộc nội chiến Hoa Kỳ và chấm dứt chế độ nô lệ, thành phố tiếp tục phát triển sang thế kỷ 20. Nó trở thành một trong những thị trường lớn nhất thế giới về bông và gỗ xẻ.
Là nơi có dân số Người Mỹ gốc Phi lớn nhất Tennessee, Memphis đóng một vai trò nổi bật trong phong trào Dân quyền Hoa Kỳ. Lãnh đạo Martin Luther King Jr. bị bị ám sát ở đó năm 1968 sau các hoạt động ủng hộ cuộc đình công của các công nhân bảo trì thành phố. Bảo tàng Dân quyền Quốc gia được thành lập ở đó và là một tổ chức liên kết Smithsonian.